# 21648 Gravanschaik
21648 Gravanschaik è un asteroide della fascia principale. Scoperto nel 1999, presenta un'orbita caratterizzata da un semiasse maggiore pari a 2,5999695 UA e da un'eccentricità di 0,2304583, inclinata di 11,54274° rispetto all'eclittica.